# Nika (distrikt)
Nika är ett distrikt i Afghanistan. Det ligger i provinsen Paktika, i den östra delen av landet, 150 km söder om huvudstaden Kabul.
Distriktet beräknades år 2022 ha cirka 18 000 invånare.